# Poraj (clan)
Poraj (ook: Rosa, Rosa Alba, Róża, Różyc, Różycze, Stoice, Una Rosa) was een Poolse heraldische clan (ród herbowy) van middeleeuws Polen en later het Pools-Litouwse Gemenebest. De oorsprong van de clan ligt waarschijnlijk in de Bohemen. Volgens de legende zou de clan zijn naam ontleent hebben van prins Pořej, zoon van Slavník, die een roos als wapen voerde. Deze prins vestigde zich in Polen.
De historicus Tadeusz Gajl heeft 589 Poolse Poraj clanfamilies geïdentificeerd.

## Telgen
De clan bracht de volgende bekende telgen voort:
- Jan Gruszczyński, aartsbisschop
- Jan Bodzęta, bisschop
- Zawisza Kurozwęcki, bisschop
- Bogufał I, bisschop
- Bogufał II, bisschop
- Adam Mickiewicz, dichter
- Stanisław Chlebowski, schilder
- Stanisław Pstrokoński, bisschop
- Maciej Garnysz, bisschop
- Franciszek Kobielski, bisschop
- Benedykt Izdbieński, bisschop
- Bogufał III van Czerlina, bisschop
- Michał Litwicki, metropoliet

## Galerij

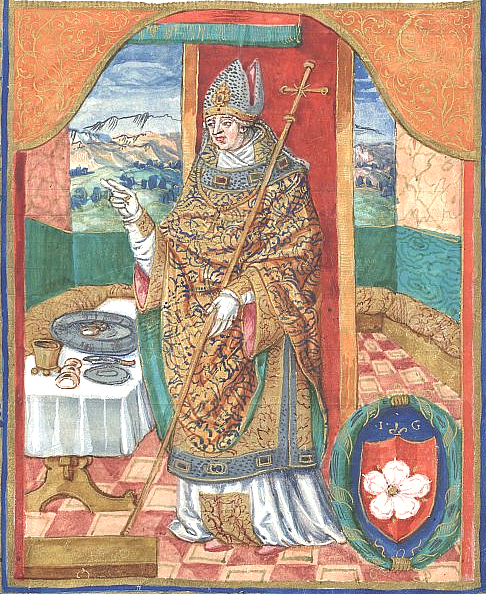
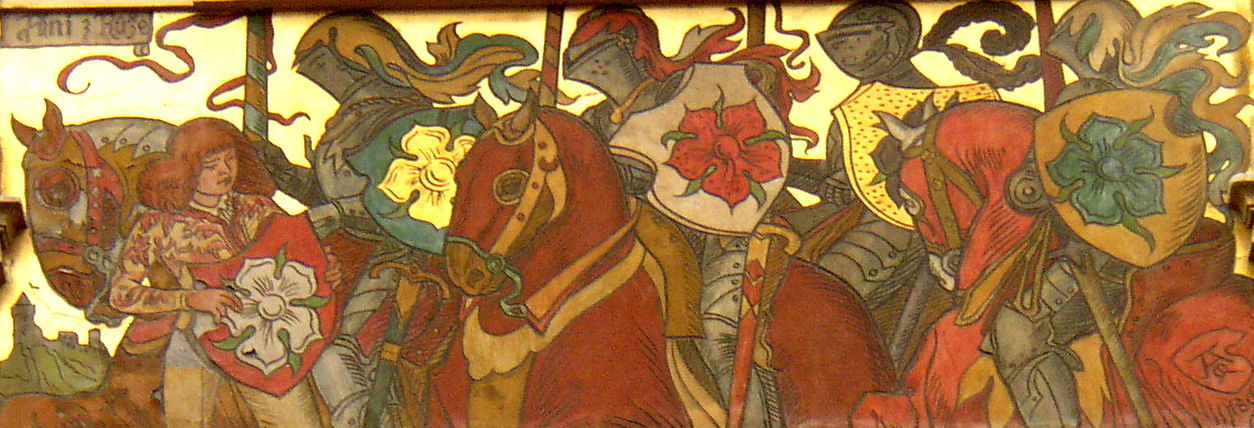
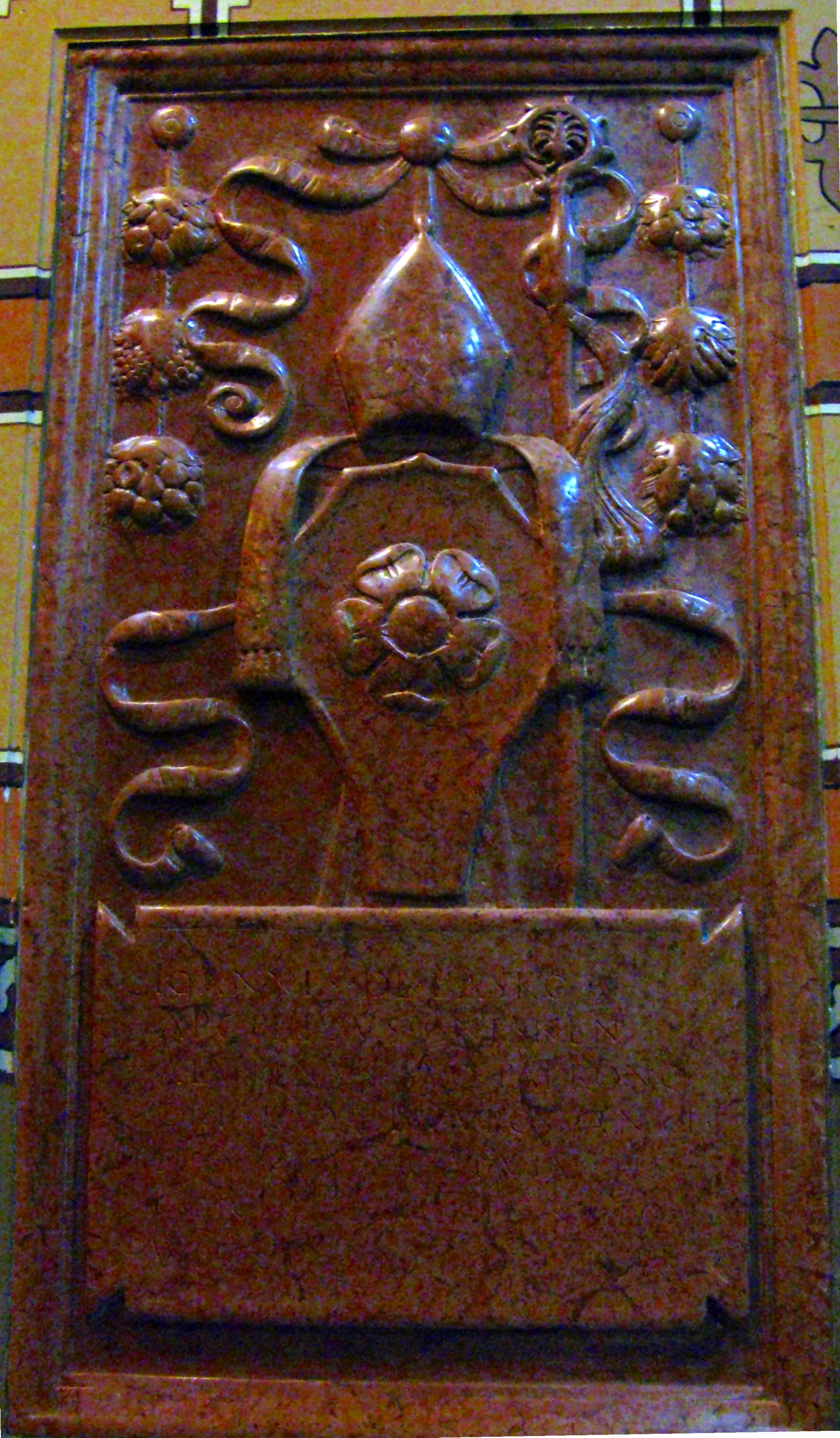

## Variaties op het wapen van Herburt

Wapen van Biegaczewicz
Wapen van Karczewski
Wapen van Królikowski
Wapen van Krzepicki
Wapen van Pażątka